# 舒米夫齊
49°21′11″N 27°2′39″E / 49.35306°N 27.04417°E
舒米夫齊（烏克蘭語：Шумівці）是位於烏克蘭西部的村莊，由赫梅利尼茨基州裡赫梅利尼茨基區的羅茲索沙市鎮負責管轄。該村面積2.32平方公里，海拔高度301米，2001年人口635，人口密度每平方公里273.7人。